# Fărcașele, Olt
Fărcașele este satul de reședință al comunei cu același nume din județul Olt, Oltenia, România.
 Acest articol despre o localitate din județul Olt este deocamdată un ciot. Puteți ajuta Wikipedia prin completarea lui.

Sat de o frumusețe rară cu păduri verzi de foioase, străbătut de râul Cungrea și cu celebrul copac,Tecul de la Ionicesti.
Comuna Farcasele se bucura,de asemenea,de un student la ATM,Bucuresti:Marian Vijulie